# Burg Lietava

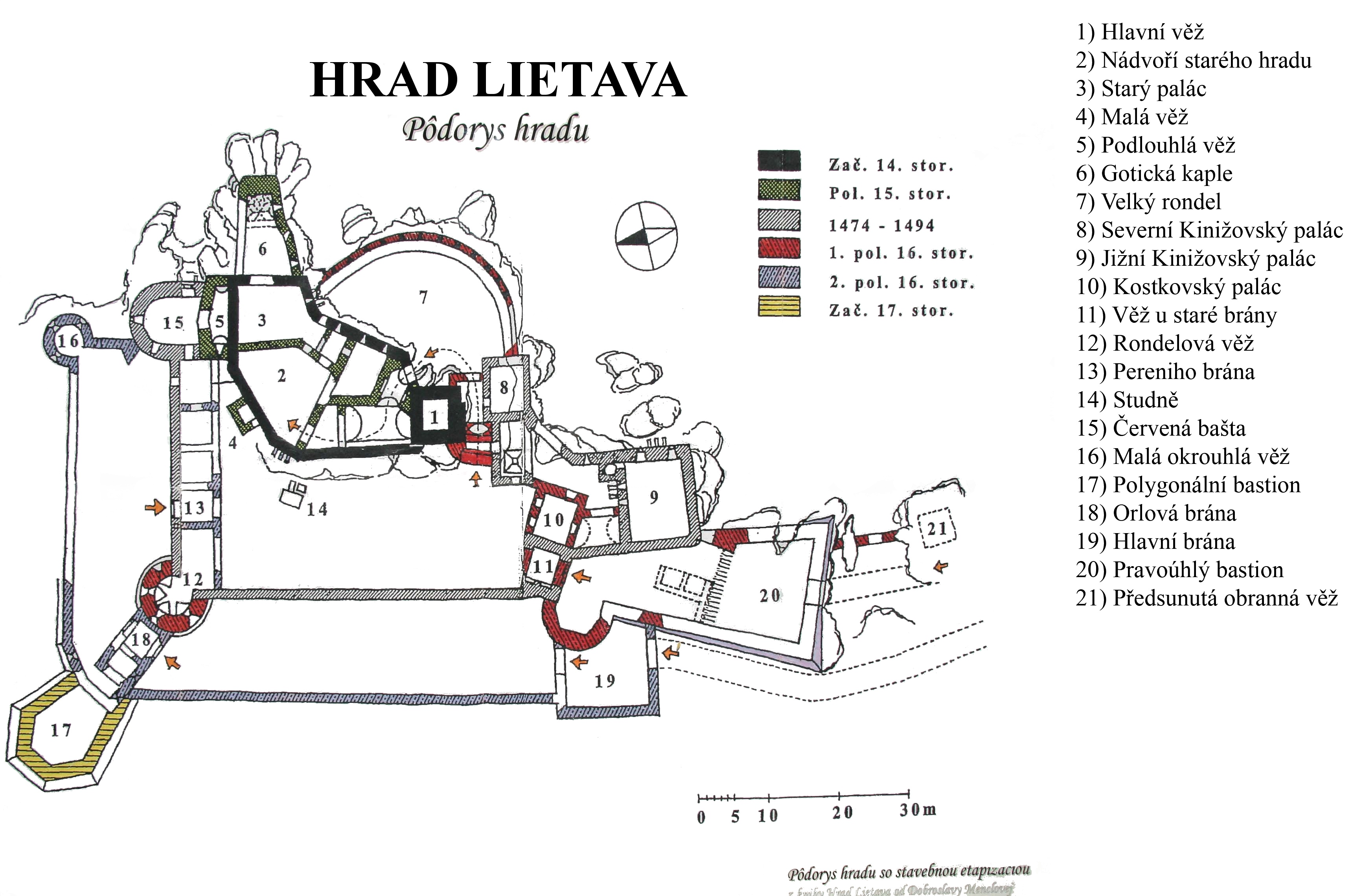
Grundriss Burg Lietava

Burg Lietava (slowakisch Hrad Lietava; ältere Bezeichnungen: Litova, Letava, Lethawa, Zsolnalitva) ist die Ruine einer Höhenburg in der Nordwest-Slowakei, über den Dörfern Lietava und Lietavská Svinná-Babkov gelegen, 635 m n.m. Sie liegt ungefähr neun Kilometer vom Zentrum der Stadt Žilina entfernt.

## Name
Der Name leitet sich wahrscheinlich von der altslawischen Göttin Lietva (Lada, Letva) ab. Sie war Göttin der Jugend und des Frühlings. Auf dem Gipfel, wo heute die Burgruine steht, befand sich eine Opferstätte für diese Göttin.

## Geschichte

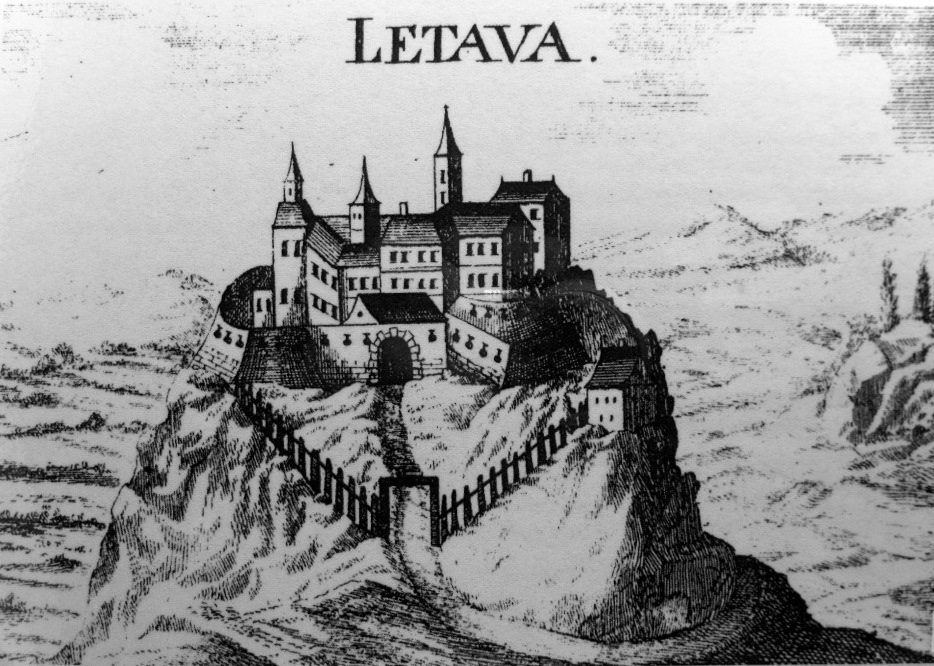
Kupferstich von Burg Lietava aus der zweiten Hälfte des 17. Jahrhunderts

Die mittelalterliche Festung wurde wahrscheinlich von der Familie Balassa nach 1241 erbaut. Zwischen 1300 und 1321 wird sie im Zusammenhang mit dem Oligarchen Matthäus Csák erwähnt. Danach gehörte die Burg gegen Ende des 14. Jahrhunderts direkt zum König Sigismund, im 15. Jahrhundert dann zu verschiedenen Geschlechtern, bevor sie im 16. Jahrhundert zum Geschlecht Thurzo kam. Der letzte bedeutende Besitzer der Burg war Graf und ungarischer Palatin – Georg III. Thurzo von Bethlendorf. Dennoch gab es zu dieser Zeit nur eine sehr kleine Garnison – zwölf Mann im Jahr 1604, viel weniger als die 285 Mann 74 Jahre vorher. Nach dem Tod von Imre Thurzo im Jahre 1621 wurde die Burg von den Erben instand gehalten, nach Streitigkeiten verfiel die Burganlage nach 1641 allmählich. Das Burgarchiv blieb bis 1760 dort, bis es in die Arwaburg umzog. Seither ist die Burg eine verlassen und wurde zur Ruine.

## Heutiger Zustand
Heute ist die Burg verhältnismäßig gut erhalten, dennoch verschlimmerte sich der Zustand vom Jahr zu Jahr. 2008 hat ein Bürgerverein nach jahrelangen Verhandlungen mit dem örtlichen Denkmalamt die Burganlage erworben. Das Ziel dieses Vereins ist es, die Burg Lietava zumindest im heutigen Stand zu konservieren und die notwendigen Sanierungsmaßnahmen durchzuführen. Für das Jahr 2010 verzeichnete die amerikanische Organisation World Monuments Fund (WMF) die Burg als eines der gefährdetsten Kulturdenkmäler der Welt.
Bis einschließlich 2018 wurden verschiedenste Sicherungsmaßnahmen und Grundsanierungen durchgeführt; unter anderem eine Stromleitung auf die Burg verlegt, der Hauptturm gesichert und mit einer Decke versehen, ein Kachelofen fachmännisch restauriert und neu aufgebaut. Eine kleine Ausstellung wurde 2018 auf der Burg eingerichtet. Burg und Verein werden durch das slowakische Kulturministerium und den Europäischen Sozialfonds (ESF) unterstützt.